# Munrezzan Andreossi
Pour les articles homonymes, voir Andreossi.
Munrezzan « Mezzi » Andreossi (né le 30 juin 1897 à Saint-Moritz, mort le 28 septembre 1958 dans la même ville) est un joueur professionnel suisse de hockey sur glace.
Il est le frère de Giannin Andreossi, et Zacharias Andreossi, eux aussi joueurs de hockey sur glace.

## Carrière
Munrezzan Andreossi est formé au Hockey Club Saint-Moritz dès la création du club en décembre 1917 et fait toute sa carrière au Hockey Club Saint-Moritz de 1921 à 1933. Il commence comme attaquant puis devient défenseur, il est aussi le capitaine de l'équipe. Il est champion de Suisse en 1923 et en 1928.
Mezzi Andreossi a douze sélections avec l'équipe nationale entre 1922 et 1928. Il participe aux Jeux olympiques de 1928 à Saint-Moritz où la Suisse remporte la médaille de bronze,. Il participe également aux championnats d'Europe 1922 où la Suisse remporte la médaille de bronze, 1923,, 1924 où la Suisse remporte la médaille de bronze et 1926, où la Suisse devient championne.
Il participe également à des compétitions de ski alpin en tant que membre du Ski Klub Alpina St.Moritz et il en est aussi le président.
Après sa carrière de joueur, il devient arbitre international dans les années 1930 et vice-président de la Ligue suisse de hockey sur glace.
Il est également maire de Saint-Moritz de 1940 à 1958.